# Drittes Finanzmarktstabilisierungsgesetz
Das Dritte Finanzmarktstabilisierungsgesetz (Drittes Gesetz zur Umsetzung eines Maßnahmenpakets zur Stabilisierung des Finanzmarktes (Drittes Finanzmarktstabilisierungsgesetz - 3. FMStG)) trat am 1. Januar 2013 in Kraft. 
Inhalt des Gesetzes ist Bewältigung der auch angesichts der, wie es beim Dokumentations- und Informationssystem für Parlamentsmaterialien heißt, anhaltenden Staatsschuldenkrise im Euroraum weiterhin bestehenden Gefahren für die Finanzmarktstabilität: 
- über 2012 hinaus bis Ende 2014 verlängerte Möglichkeit von Maßnahmen nach dem Finanzmarktstabilisierungsfondsgesetz;
- Öffnung des Finanzmarktstabilisierungsfonds für neue Anträge,
- Verzahnung mit dem durch die Bankenabgabe gespeisten Restrukturierungsfonds, damit Beteiligung der Banken an künftigen Stabilisierungsmaßnahmen und Verringerung der Risiken der Inanspruchnahme von Haushaltsmitteln
- einige inhaltliche Änderungen und Klarstellungen

Verschiedene Paragraphen des Finanzmarktstabilisierungsfondsgesetzes werden geändert, außerdem Paragraph 9 des Finanzmarktstabilisierungsbeschleunigungsgesetzes, die Paragraphen 3, 10 und 12 des Restrukturierungsfondsgesetzes, die Paragraphen 3 und 4 der Finanzmarktstabilisierungsfondsverordnung sowie Paragraph 11 der Verordnung über die Satzung der Bundesanstalt für Finanzmarktstabilisierung.